# Alphonse Burnand
Alphonse Adolph Burnand, Jr. (ur. 21 stycznia 1896 w Leadville, zm. 4 grudnia 1981 w Borrego Springs) – amerykański żeglarz sportowy, medalista olimpijski.
Podczas letnich igrzysk olimpijskich w Los Angeles (1932) zdobył złoty medal w żeglarskiej klasie 8 metrów, wspólnie z Owenem Churchillem, Williamem Cooperem, Karlem Dorseyem, Johnem Biby, Robertem Suttonem, Pierpontem Davisem, Alanem Morganem, Thomasem Websterem, Johnem Huettnerem, Richardem Moore’em i Kennethem Careyem. 
Alphonse Burnand uczęszczał na Uniwersytet Stanforda, podobnie jak kapitan olimpijskiego jachtu Angelita, Owen Churchill. Studia ukończył w 1914, a później rozpoczął własną działalność jako makler inwestycyjny. Burnand i Churchill często żeglowali razem, byli bliskimi przyjaciółmi, a także prowadzili razem interesy jako pośrednicy w handlu owocami i warzywami w dolinie San Joaquin. Burnand posiadał duży obszar ziemski w okolicach Borrego Springs, na którym rozwijał rolnictwo i turystykę. 